# Uwe Japp
Uwe Japp (* 26. Juni 1948 in Verden an der Aller) ist ein deutscher Literaturwissenschaftler und emeritierter Hochschullehrer.

## Leben und Werk
Uwe Japp studierte 1968–1974 Germanistik, Philosophie und Soziologie an der Goethe-Universität Frankfurt am Main. Dort wurde er 1974 promoviert. In seiner Dissertation Hermeneutik: Der theoretische Diskurs, die Literatur und die Konstruktion ihres Zusammenhangs, die 1977 veröffentlicht wurde, nahm Japp Peter Szondis Forderung nach der Entwicklung einer neuen Form der Textinterpretation auf und ging dabei von einem prinzipiellen Unterschied zwischen Interpretation und literarischem Werk aus: Die Interpretation kann demnach den Sinn des Werks nicht einholen, sondern bleibt eine Konstruktion.
Entgegen einer philosophischen Hermeneutik im Sinne Hans-Georg Gadamers kann – nach Japp – das literarische Werk nicht auf einen einzig gültigen Sinn reduziert werden, da die sprachliche Mehrdeutigkeit (Polysemie) von Dichtung stets vielfachen Sinn produziert und deshalb eine „Hermeneutik der Entfaltung“ erfordert.
1979 erfolgte die Habilitation mit dem Titel Beziehungssinn. Ein Konzept der Literaturgeschichte. Japp war wissenschaftlicher Mitarbeiter in Bonn, Siegen und Aachen, außerdem Heisenberg-Stipendiat der Deutschen Forschungsgemeinschaft. 1988 wurde Japp auf eine Professur an der Universität Regensburg berufen. 1993 folgte ein Ruf auf einen Lehrstuhl (C4) für Neuere deutsche und allgemeine Literaturwissenschaft an der Universität Karlsruhe (TH) (jetzt Karlsruher Institut für Technologie (KIT)). 2013 wurde er emeritiert.
Weitere Interessen gelten der Theorie der Literatur, der Literaturgeschichtsschreibung und der Geschichte des Dramas.
Seit der Gründung 2010 war er einer von zwei Co-Direktor des Joint Research Center for German Language and Culture in Peking.

## Schriften (Auswahl)
- Uwe Japp: Hermeneutik. Der theoretische Diskurs, die Literatur und die Konstruktion ihres Zusammenhangs in den philologischen Wissenschaften, München 1977.
- Uwe Japp: Beziehungssinn. Ein Konzept der Literaturgeschichte, Frankfurt am Main 1980.
- Uwe Japp: Theorie der Ironie, Frankfurt am Main 1983.
- Uwe Japp: Literatur und Modernität, Frankfurt am Main 1987.
- Uwe Japp: Die Komödie der Romantik. Typologie und Überblick, Tübingen 1999.
- Uwe Japp: Das deutsche Künstlerdrama. Von der Aufklärung bis zur Gegenwart, Berlin / New York 2004.